# Mary Onyali-Omagbemi
Mary Onyali-Omagbemi (ur. 3 lutego 1968 w stanie Adamawa) – nigeryjska lekkoatletka, specjalizująca się w biegach sprinterskich, pięciokrotna uczestniczka igrzysk olimpijskich w latach 1988, 1992, 1996, 2000 i 2004, dwukrotna brązowa medalistka olimpijska: w sztafecie 4 × 100 metrów (Barcelona 1992) oraz w biegu na 200 metrów (Atlanta 1996).

## Finały olimpijskie
- 1992 – Barcelona, bieg na 100 m – 7. miejsce
- 1992 – Barcelona, sztafeta 4 × 100 m – brązowy medal
- 1996 – Atlanta, bieg na 100 m – 7. miejsce
- 1996 – Atlanta, bieg na 200 m – brązowy medal
- 1996 – Atlanta, sztafeta 4 × 100 m – 5. miejsce
- 2000 – Sydney, sztafeta 4 × 100 m – 6. miejsce

## Finały mistrzostw świata
- 1987 – Indianapolis (hala), bieg na 200 m – 5. miejsce
- 1987 – Rzym, bieg na 200 m – 6. miejsce
- 1991 – Tokio, bieg na 100 m – 7. miejsce
- 1991 – Tokio, sztafeta 4 × 100 m – 4. miejsce
- 1993 – Stuttgart, bieg na 100 m – 5. miejsce
- 1993 – Stuttgart, bieg na 200 m – 5. miejsce
- 1995 – Göteborg, bieg na 100 m – 7. miejsce

### Najlepszy wynik w sezonie

#### 100 m
| Rok  | Wiek    | Wynik | Miejsce           | Data        | Wynik na świecie |
| ---- | ------- | ----- | ----------------- | ----------- | ---------------- |
| 1988 | 20 lat  | 11,09 | Bauczi            | 22 lipca    | 22               |
| 1990 | 22 lata | 11,09 | Villeneuve-d’Ascq | 29 czerwca  | 8                |
| 1991 | 23 lata | 11,04 | Villeneuve-d’Ascq | 1 lipca     | 7                |
| 1993 | 25 lat  | 10,97 | Stuttgart         | 15 sierpnia | 5                |
| 1994 | 26 lat  | 11,03 | Victoria          | 23 sierpnia | 7                |
| 1996 | 28 lat  | 11,00 | Mediolan          | 7 września  | 8                |
| 1998 | 30 lat  | 11,05 | Dakar             | 19 sierpnia | 14               |
| 2000 | 32 lata | 10,99 | La Chaux-de-Fonds | 13 sierpnia | 11               |

#### 200 m
| Rok  | Wiek    | Wynik | Miejsce           | Data        | Wynik na świecie |
| ---- | ------- | ----- | ----------------- | ----------- | ---------------- |
| 1987 | 19 lat  | 22,52 | Rzym              | 3 września  | 17               |
| 1988 | 20 lat  | 22,43 | Seul              | 29 września | 16               |
| 1989 | 21 lat  | 22,45 | Provo             | 2 czerwca   | 8                |
| 1990 | 22 lata | 22,31 | Villeneuve-d’Ascq | 29 czerwca  | 5                |
| 1993 | 25 lat  | 22,32 | Monako            | 7 sierpnia  | 6                |
| 1994 | 26 lat  | 22,35 | Victoria          | 26 sierpnia | 8                |
| 1995 | 27 lat  | 22,38 | Bruksela          | 25 sierpnia | 6                |
| 1996 | 28 lat  | 22,07 | Zurych            | 14 sierpnia | 1                |
| 2000 | 32 lata | 22,49 | La Chaux-de-Fonds | 13 sierpnia | 11               |
| 2003 | 35 lat  | 22,60 | Abudża            | 17 maja     | 9                |

## Inne osiągnięcia
- 1985 – Kair, mistrzostwa Afryki – srebrny medal w biegu na 200 m
- 1986 – Ateny, mistrzostwa świata juniorów – srebrny medal w biegu na 200 m
- 1987 – Nairobi, igrzyska afrykańskie – trzy medale: dwa złote (w biegu na 200 m i w sztafecie 4 × 100 m) oraz brązowy w biegu na 100 m
- 1988 – Annaba, mistrzostwa Afryki – złoty medal w biegu na 100 m
- 1989 – Lagos, mistrzostwa Afryki – dwa złote medale, w biegach na 100 m i 200 m
- 1991 – Kair, igrzyska afrykańskie – dwa złote medale, w biegu na 100 m oraz w sztafecie 4 × 100 m
- 1993 – Durban, mistrzostwa Afryki – złoty medal w biegu na 200 m
- 1994 – Victoria, igrzyska Wspólnoty Narodów – trzy medale, dwa złote (w biegu na 100 i w sztafecie 4 × 100 m) oraz srebrny w biegu na 200 m
- 1995 – Harare, igrzyska afrykańskie – trzy złote medale w biegach na 100 i 200 m oraz w sztafecie 4 × 100 m
- 1996 – Mediolan, Finał Grand Prix IAAF – III miejsce w biegu na 100 m
- 1998 – Dakar, mistrzostwa Afryki – złoty medal w biegu na 100 m
- 2003 – Abudża, igrzyska afrykańskie – trzy złote medale w biegach na 100 i 200 m oraz w sztafecie 4 × 100 m

## Rekordy życiowe
- bieg na 100 metrów – 10,97 – Stuttgart 15/08/1993 (były rekord Afryki)
- bieg na 200 metrów – 22,07 – Zurych 14/08/1996 (najlepszy wynik na świecie w sezonie 1996)
- bieg na 400 metrów – 54,21 – 11/05/2000
- sztafeta 4 × 100 m – 42,39 – Barcelona 07/08/1992 (rekord Afryki)
- bieg na 50 m (hala) – 6,24 – Liévin 25/02/2001
- bieg na 60 metrów (hala) – 7,19 – Chemnitz 09/02/2001
- bieg na 200 (hala) – 23,05 – Liévin 13/02/1993